# Léon-Charles Flahaut
Benoît Charles Léon Flahaut né à Paris le 7 décembre 1831 et mort dans la même ville le 20 juin 1920 est un peintre français.

## Biographie
Élève de Léon Fleury et de Camille Corot, Léon-Charles Flahaut se spécialise dans les paysages représentant la campagne française et participe au Salon de 1857 à 1880. Exposer au Salon lui permet de rencontrer des amateurs d'art fortunés, comme Henry Vasnier qui lui achète Paysage à Magny-les-Hameaux en 1863 pour la somme de 600 francs. 
En 1859, il collabore à la décoration de la salle du personnel de l'hôpital de la Charité de Paris[réf. nécessaire], partiellement reconstruite au musée de l'Assistance publique - Hôpitaux de Paris.

## Œuvres dans les collections publiques
- Dieppe, château-musée de Dieppe : Bords de la mer à Puys.

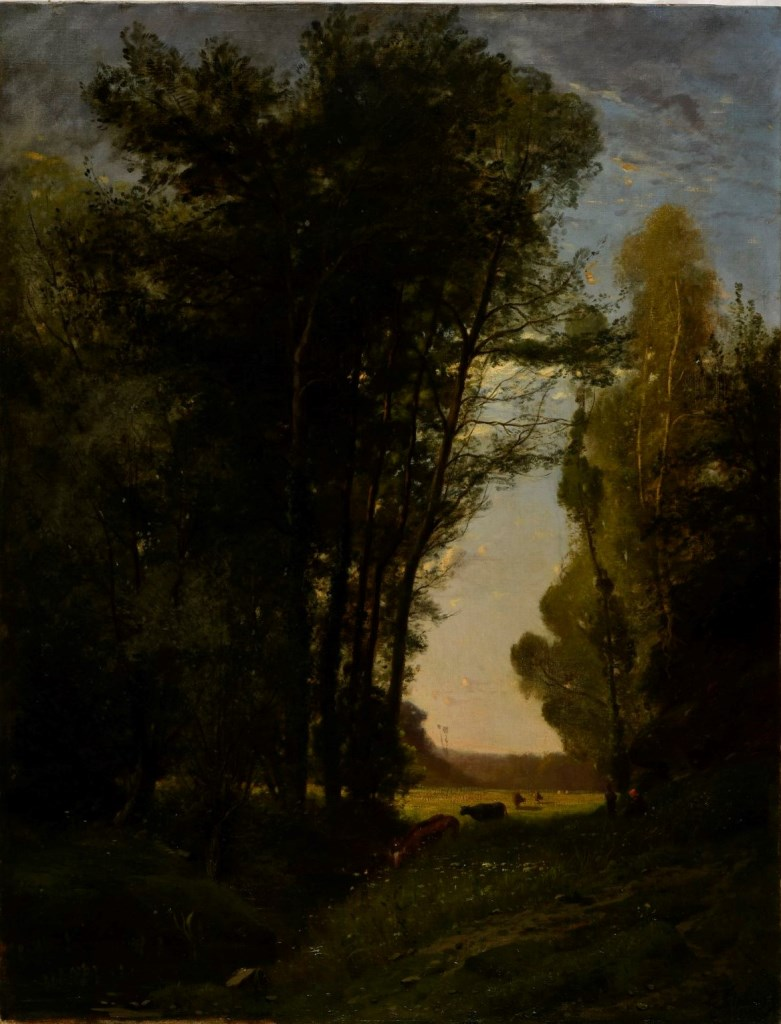
Paysage à Magny-les-Hameaux, 1862, musée des Beaux-Arts à Reims.

- Reims, musée des Beaux-Arts : Paysage à Magny-les-Hameaux.

- Rouen, musée des Beaux-Arts : Paysage.